# KO Company
是一家位於日本大阪府大阪市北區的男同性戀色情片製片公司。

## 公司簡介
最早於1994年在日本京都成立，是一家拍攝同性戀向或雙性戀向的色情片製片商。當時日本關西地區主要的男同性戀色情片包括、等， 而當時的公司名則是“舞男”（ジゴロ）。
早期的錄像帶系列包括“猛舞男”（POWER'Sジ・ゴ・ロ）、“嬌舞男”（miniジ・ゴ・ロ）和，而隨著公司發展又陸續推出了體育會系列等。

## 旗下廠牌

### BEAST
該廠牌主要推出的故事是針對體育俱樂部題材而拍攝，有各種不同的系列。

### surprise!
該廠牌所拍攝系列的男主角或是膚色為比較健康的小麥色；或是熱愛衝浪的海邊運動男；又或者是類似傑尼斯事務所旗下的偶像男生。

#### 主要系列
- 平成男子

### go guy plus
該廠牌所挑選的男主角多為可愛系男子或帥酷型男子，屬於旗下較新的廠牌。

### deep
該廠牌拍攝的系列多為性虐恋、露天性爱等相對比較刺激的題材。

### eros
該廠牌雖然也是拍攝體育俱樂部題材，但是相較于廠牌會顯得更加激烈。

### Mania Club
該廠牌主要針對的觀眾是那種對身體上某個部位有狂熱迷戀的人。

### 狂
該廠牌所攝製的系列主要是群交或輪奸題材。

### Secret Film
該廠牌選擇的男主角主要是20歲上下且擁有小傑尼斯外形的花樣美男，而題材則是相對激烈的群交、強姦甚至輪奸的題材。

### sportus
該廠牌所涉及的題材主要是運動型男子、健美型男子或者那種肌肉型兄長。

### TYSON VIDEO
該廠牌主要拍攝演員為熊或藍領工人的電影。

### 其他廠牌
該公司還擁有、等廠牌。

## 備註
1. ↑  2002年6月発売の「蒼い時刻」に「オフィスカワサキ10周年記念」とプリントされている。

## 外部連結
- 公司官方網站 （页面存档备份，存于）（日語）